# Јеј (Јужни Судан)
Јеј је град у вилајету Централна Екваторија у Јужном Судану. Налази се 30-ак километара од границе са ДР Конгом и 80-ак од границе са Угандом. Према подацима из 2011. године у граду живи 185.000 становника највише захваљујући великом броју избеглица и имиграната у последњих 30 година. Смештен је на истоименој реци.

## Одлике
Јеј се налази у истоименом округу, а удаљен је приближно 170 километара југоисточно од главног града Џубе. У граду се налази Универзитет пољопривреде и механике, као и аеродром. Пре 1980-их град је био познат као „Мали Лондон“, јер је имао развијену трговину, туризам, велики број хотела и угоститељских објеката.

## Историја
Име града и реке утврдиле су поглавице три највећа племена која су насељавала ову област - Азанде, Поџулу и Гимуну. Када су британски мисионари 1951. године саградили малу болницу на обали реке, то је и званично било оснивање овог града. Током грађанског рата, Јеј је постао гарнизонски град, где је била смештена база НПОС-а. Након рата и потписивања мировног споразума 2005. године, већина избеглица које су привремено уточиште нашле у суседној Уганди и ДР Конгу, населила је Јеј, као први већи град у пограничном појасу.
Данас је Јеј један од банкарских центара Јужног Судана (Банка Ајвори, Комерцијална банка Кеније и др), а обнављањем инфраструктуре и оживљавањем туризма и трговине град жели да поврати некадашњи углед „Малог Лондона“.